# Zepp Oberpichler

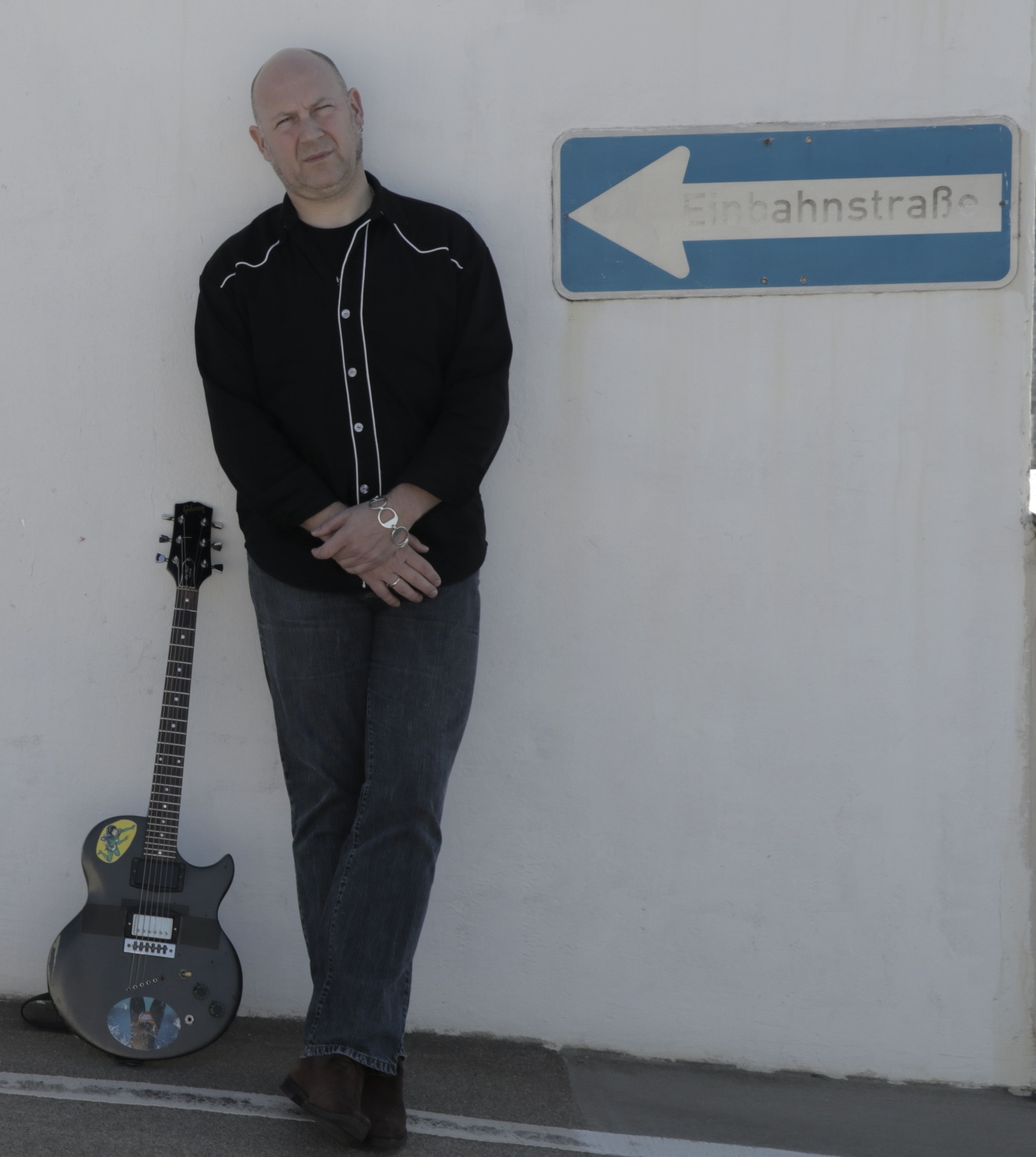
Zepp Oberpichler Musiker und Autor

Frank „Zepp“ Oberpichler (* 25. Januar 1967 in Duisburg) ist ein deutscher Musiker und Autor.

## Leben
Im Jahr 1983 gründete Oberpichler die Band Ten Beers After, die mit Coverversionen einiger Songs von Bands der 1960er und 1970er Jahre wie Golden Earring, Jimi Hendrix, Rolling Stones und Dr. Feelgood auftrat. Die Band entwickelte sich in den folgenden fünf Jahren zur Kneipen- und Schulpartyband in Duisburg und Umgebung. 1988 brach die Band auseinander und Oberpichler formte mit Tom Tonk die Band Jimmy Keith & his Shocky Horrors. Es folgten viele eigene Songs, Plattenaufnahmen und Tourneen, unter anderem mit der Jeff Dahl Group, Herman Brood und den Lazy Cowgirls. Seine nächste Band Zepp Strange bestand bis 1999. Mit dem Sänger "Schlaffke" wurde das Duo Schlaffke & Zepp gegründet, das es auf zwei CD-Veröffentlichungen brachte und aus dem ab 2000 mit dem Schlagzeuger Buddy Die Kinskis entstanden. 2006 wurde die CD „Bitte folgen!“ veröffentlicht. 2001 entstand als Partygag die The-Who-Coverband Substitute, die bis 2004 Bestand hatte. Immer wieder bereiste Oberpichler die USA, um mit Punk-Musikern wie Jeff Dahl, den Golden Arms oder Freddy Lynxx Platten aufzunehmen und zu touren. 2004 gründete Oberpichler mit "Fisch" von den Lokalmatadoren die Country-Coverband Freeway Cash. 2006 stellte Oberpichler eine Reihe Eigenkompositionen mit deutschen Texten zusammen. 2008 erschien die erste CD unter dem Bandnamen Oberpichler mit dem Titel Januar. 2012 folgt die CD Kleine Kreise, 2015 folgte das bei und von Peter Finger aufgenommene Solo-Album Danke.
Während der Schulzeit schrieb Oberpichler für diversen Schülerzeitungen und Fanzines. Ab Anfang der 1980er Jahre schrieb er Texte, Songs und Gedichte. Mitte der 1980er Jahre gewann er den Duisburger Nachwuchspreis für Lyrik. Von 1988 bis 1993 studierte er Germanistik, Soziologie und Pädagogik mit Abschluss Magister Artium.
Oberpichler schreibt für diverse Punkfanzines wie Hullaballoo, 3rd Generation Nation und Plastic Bomb, wo er seit 1999 eine eigene Kolumne zum Thema Musik und Literatur betreut, sowie für das Kultur-Online-Portal www.triggerfish.de. Der erste Roman Die Stones sind wir selber (2002) ist eine Zusammenarbeit mit Tom Tonk. 2009 erschien der Rock-’n’-Roll-Roman Gitarrenblut. 2012 erschien das Buch Heartzland in Zusammenarbeit mit dem Fotografen Jürgen Kassel. 2015 erschien das Buch Grubenkind in Zusammenarbeit mit dem Fotografen Jürgen Post. 2016 erschien der Ruhrgebiets-Wild-West-Roman Galgenvögel liegen tiefer. 2017 erschien der Rock and Roll Roman Chuck Berry over Bissingheim.
Seit 2019 bringt er regelmäßig den Ruhrpodcast heraus. Oberpichler ist Host und hauptsächlicher Interviewer der jeweiligen Folgen. Man möchte nennenswerte Projekte, Ideen, Start-ups und Geschichten hervorheben, um das Image des Ruhrgebiets zu stärken. Oberpichler und seine Kollegen sprechen über Geschehenes, Aktuelles und Interessantes, diskutieren und kritisieren dabei am liebsten konstruktiv.
Seit 2020 bringt er unregelmäßig den Podcast Smart and the City heraus. Oberpichler ist Host und hauptsächlicher Interviewer der jeweiligen Folgen. Schwerpunkte der einzelnen Folgen sind Überlegungen zu Naturschutz und Nachhaltigkeit; die Frage danach, wie eine Stadt lebenswert zu gestalten sei; technische Entwicklungen stehen genauso im Fokus von SmartCity-Überlegungen wie Video-Überwachung, grüner Strom und KI gesteuerter ÖPNV. Laut Oberpichler, „geht es nicht darum, neue Technologien lediglich ohne Erklärung, Beteiligung und nur für einige wenige profitabel in das Leben der Stadtmenschen zu integrieren.“ Auch der SmartCity-Podcast ist ein Interview-Format.
Seit 2023 erscheinen die ersten Veröffentlichungen der Band "Kupferwerk Gold", bei der Zepp die Gitarre und das Gesangsmikro bedient. Die Band haut der Hörerin und dem Hörer Punkrock um die Ohren. Kein Gramm Fett. Deutschsprachige Texte, gespeist aus Jahrzehnten Beton und Asphalt. Texte, wie das Leben sie schreibt. Punkrock, wie das Leben ihn braucht. Dabei setzen Kupferwerk Gold Prioritäten: Schlagzeug, Bass, Gitarre, Gesang. Feierabend. US Punklegende Jeff Dahl schreibt über Kupferwerk Gold, die einige seiner Songs für ihr aktuelles Album „Leben in der Selbstmordstadt“ mit eigenständigen deutschen Texten vertont haben: „They completely kick out the jams. Simply but, if my records have touched you in any way, I believe this will touch you in the same way. They did a fantastic job and I gladly approve of these recordings without reservation.“

## Diskographie

### Kupferwerk Gold
- 2023: Gott, knips die Lampen aus – auf Compilation "Surfing with the Silverfish! (Last Exit Music)
- 2023: Leben in der Selbstmordstadt – LP (Hulk Räckordz, EDEL DISTRIBUTION, Best.Nr.: Hulk 390, LC:05821)

### Zepp Oberpichler
- 2009: Gitarrenblut – 4 Songs auf CD als Beilage zum gleichnamigen Roman (Oh! Records)
- 2009: Januar – CD (Oh! Records)
- 2011: PCB auf Liedermachermassaker 1 – CD
- 2012: Kleine Kreise – CD (Oh! Records/Fuego)
- 2013: Jeder, der ein Herz hat auf Liedermachermassaker 2 – CD
- 2015: Danke – CD (Fuego)
- 2019: Chuck Berry over Bissingheim – Hörbuch – DCD (Henselowsky Boschmann)
- 2019: A Tribute to The Multicoloured Shades – CD (SIREENA)
- 2020: Duisburg, du bist echt – Single (OH Records)

### Spitzenreiter
- 2015: Die Ballade vom Heavy Metall Kid – + zwei weitere auf CD-Beilage zum Buch Kohlenkönige und Emscherkinder - Das große Buch der Ruhrgebietsballaden (Henselowsky Boschmann)

### Freeway Cash
- 2008: Shine – auf Retro Connection 2 (Zentral – Records)
- 2016: Well, Well, Well! (Oh – Records)

### Jimmy Keith & his Shocky Horrors
- 1989: Race with teenage Rock’n’Roll – 5-Song-Vinyl-EP (Eigenvertrieb)
- 1990: Great Teenage Swindle – LP (Teenage Rebel Records)
- 1991: Gute Besserung – 7" (Eigenvertrieb)
- 1992: Fun – LP (nightmare records)
- 1993: Tender drug voices – 3-Song-EP (incognito records)
- 1994: Sonic Surf Party – CD (impact records)
- 1995: I love girls – 7" U.S.A. only (Ultra under records)
- 1995: Hooker or King – 7" Japan only (barn homes)
- 1995: Hey Rock’n’Roll (TUG Records, TIS)
- 1997: Coma Beach – CD (TUG Records, TIS)
- 1998: Coma Beach – LP (Oi the Boys Records)
- 2004: Old, Loud & Snotty – CD (Plastic Bomb Records, Cargo)

### Die Kinskis
- 2006: Bitte folgen – CD (Sunny Bastards, Broken Silence)

### Schlaffke & Zepp
- 1995: Eleganz hat einen Namen – 8-Song-CD (impact records)
- 1998: Hitschnitte – CD (TUG Records, TIS)

### Zepp Strange
- 1999: bleedin’ – 5-Song-CD (Eigenvertrieb)

### Jeff Dahl Group
- 1994: Leather Frankenstein – CD (Triple X Records)
- 1994: Helium Brats – 7" (Jukkim Records)
- 1994: Tragedy – 7" (Finland)
- 2024: Spazz Attack – 7" (Ghost Highway Records)

### Sonstiges
- 1998: Golden Arms (Japan) Lipstick Killers – CD (Golden Arm Records)
- 2001: Mars Moles (Kroatien) Punk Aquarium – CD (nice guy records)
- 2023: SHANTI – Eine Schamanische Reise – CD (private label)

## Bücher
- Die Stones sind wir selber, mit Tom Tonk, Henselowsky Boschmann Verlag, 2002, ISBN 3-922750-45-1
- Gitarrenblut, Henselowsky Boschmann Verlag, 2009, ISBN 3-922750-93-1
- Heartzland, mit Jürgen Kassel, Henselowsky Boschmann Verlag, 2012, ISBN 978-3-942094-25-2
- Grubenkind, mit Jürgen Post, Henselowsky Boschmann Verlag, 2015, ISBN 978-3-942094-53-5
- Galgenvögel liegen tiefer – Ein Ruhrgebiets-Wild-West-Roman, Henselowsky Boschmann Verlag, 2016, ISBN 978-3-942094-64-1
- Chuck Berry over Bissingheim – Die wahre Geschichte des Rock and Roll, Henselowsky Boschmann Verlag, 2017, ISBN 978-3-942094-72-6
- Sounds of the Ruhrgebiet, Henselowsky Boschmann Verlag, 2024, ISBN 978-3-948566-20-3

## Weitere Veröffentlichungen
- 33 1/3 jahre LSD in Duisburg. In: Monika Buschey (Hrsg.): Von Menschen und Orten. Henselowsky Boschmann Verlag, Bottrop 2010, ISBN 978-3-942094-10-8.
- You ain’t nothing but a Hounddog. In: Julia Wilmsmann (Hrsg.): Dem Mensch sein bester Kumpel. Henselowsky Boschmann, Bottrop 2012, ISBN 978-3-942094-27-6.
- Schlemmerparadies. In:  Michael Hüter (Hrsg.): Stautröster Ruhr. Henselowsky Boschmann, 2015, ISBN 978-3-942094-47-4.
- Natur. In: Stacey Blatt u. a. (Hrsg.): STREIF – Duisburg, eine Stadt und ihre Geschichten. 2015.
- Die Ballade vom Heavy Metall Kid. In: Werner von Welheim, Michael Hüter (Hrsg.): Kohlenkönige und Emscherkinder. Das große Buch der Ruhrgebietsballeden. Henselowsky Boschmann, Bottrop 2015, ISBN 978-3-942094-54-2.
- Ruhrpottkind. In: Joppa Hölzken (Hrsg.): Es ist ein Brauch von alters her: Dat Ruhrgebiet, dat hat et schwer. Henselowsky Boschmann, Bottrop 2017, ISBN 978-3-942094-77-1.
- Schon in Arbeit. In: Ruhrgebietchen – was deine Kinder an dir lieben und was nicht. Henselowsky Boschmann, Bottrop 2018, ISBN 978-3-942094-80-1.
- Die Moritat vom Deo-Zeh. In: Duisburger Jahrbuch 2019. Mercator Verlag, Duisburg 2018, ISBN 978-3-946895-22-0.
- Der Windmühlenmann. In: Vorbilder Buch. Henselowsky Boschmann Verlag, Bottrop 2019, ISBN 978-3-942094-95-5.
- Regionale und lokale Gesundheitsmessen als Baustein publikumswirksamer Öffentlichkeitsarbeit. In: Marketing im Gesundheitswesen. Springer Gabler, Wiesbaden 2019, ISBN 978-3-658-20278-1.
- Ich bin die Rose, die Rose, die Roselyn. In: Duisburger Jahrbuch 2020. Mercator Verlag, Duisburg 2019, ISBN 978-3-946895-27-5.
- Eine Kurve ist eine Kurve ist eine Kurve. In: Duisburger Jahrbuch 2021. Mercator Verlag, Duisburg 2020, ISBN 978-3-946895-33-6.
- Bazillus Dela Musica Rock. In: Tiergeschichten aus dem Ruhrgebiet. Henselowsky Boschmann Verlag, Bottrop 2020, ISBN 978-3-948566-02-9.
- Es ist Wahl. In: Duisburger Jahrbuch 2022. Mercator Verlag, Duisburg 2021, ISBN 978-3-946895-40-4.
- Dialog Romantik. Stadtgeschichte und mehr im virtuellen Raum. Stadt- und Stiftsarchiv der Stadt Aschaffenburg, 2023.
- Der alte Deadhead und sein Irrtum. In: Ruhrgebiet über uns. Henselowsky Boschmann Verlag, Bottrop, 2023, ISBN 978-3-948566-19-7.
- Hasse wat Hartes? In: Kumpels in Kutten. Index Verlag, Wasserbillig (Luxembourg) 2023, ISBN 978-3-936878-51-6.

## Preise und Auszeichnungen
- 1987: Duisburger Nachwuchspreis für Lyrik
- 1995: WDR-Songpreis für das Lied Badewannensänger (Schlaffke & Zepp)
- 2014: Buch des Jahres für HEARTZLAND, Literaturportal Musenblätter

## Belege
1. ↑  www.oberpichler.de (Memento vom 14. September 2012 im Internet Archive), abgerufen am 21. Oktober 2012.
2. ↑  Zepp Oberpichler. literaria-ligg.de; abgerufen am 21. Oktober 2012.
3. ↑  André Bauer: Das Ruhrgebiet rockt. In: Westdeutsche Allgemeine Zeitung. Funke Mediengruppe, 1. Januar 2010, abgerufen am 21. Oktober 2012.
4. ↑  Über uns. ruhrpodcast.de; abgerufen am 7. November 2021.
5. ↑  Über uns. smartcity-podcast.de; abgerufen am 7. November 2021.

| Personendaten    | Personendaten               |
| ---------------- | --------------------------- |
| NAME             | Oberpichler, Zepp           |
| ALTERNATIVNAMEN  | Oberpichler, Frank          |
| KURZBESCHREIBUNG | deutscher Musiker und Autor |
| GEBURTSDATUM     | 25. Januar 1967             |
| GEBURTSORT       | Duisburg                    |